# Walsall (district)
Walsall is een Engels district in het stedelijk graafschap (metropolitan county) West Midlands en telt 283.000 inwoners. De oppervlakte bedraagt 104 km². Hoofdplaats is Walsall.
Van de bevolking is 16,2% ouder dan 65 jaar. De werkloosheid bedraagt 4,4% van de beroepsbevolking (cijfers volkstelling 2001).